# TooTimeTooTimeTooTime
‘TooTimeTooTimeTooTime’(모두 대문자로 표기)은 잉글랜드의 밴드 The 1975의 노래이다. 2018년에 발매한 밴드의 세 번째 정규 음반 “I Like It When You Sleep, for You Are So Beautiful Yet So Unaware of It”에 수록되어 있다. 2018년 8월 15일 더티 히트와 폴리도르 레코드를 통해 ‘Give Yourself a Try’(2018)와 ‘Love It If We Made It’(2018)을 이어 음반의 세 번째 싱글로 발매되었다. 밴드의 드러머인 조지 대니얼과 리드 보컬리스트 겸 기타리스트인 매튜 힐리, 그리고 노 롬이 노래의 작사 및 작곡에 참여하였으며, 대니얼과 힐리는 노래의 프로듀싱을 맡았다. 노래의 비트는 The 1975와 노 롬과의 컬래버레이션 곡인 ‘Narcissist’(2018)를 만드는 과정에서 일어난 사고에서 만들어졌다. 노 롬은 노래의 백 보컬로 참여하면서 계속하여 노래를 만들었고, 새로운 노래가 완성되었다.
‘TooTimeTooTimeTooTime’은 포 온 더 플로어 트로피컬 하우스 비트로 이루어진 일렉트로팝이자 신스팝 장르의 노래이다. 이외에도 하우스 음악, 아프로비트, 댄스홀, 소피스티 팝, 앰비언트, 버블검 팝, 인디트로니카, 디스코, 피아노 하우스, 전자 음악 그리고 유로팝 등 다양한 장르의 특징이 섞여 있다. 또한 업비트 아프로팝에 영향을 받은 타악기, 흐릿한 신스 텍스처, 큰북 소리, 펑크 스타일의 전기 기타, 피치에 변화를 준 보컬 샘플 등의 효과가 들어가 있다. 가사에서는 디지털 세대에서의 소셜 미디어와 인터넷이 새로운 관계를 맺으며, 그것이 바람으로 이어질 수 도 있다고 언급한다.
발매 이후, ‘TooTimeTooTime’은 음악 평단으로부터 호평을 받았다. 특히 평론가들은 가사와 업비트로 구성된 비트, 그리고 노래에서 이루어진 실험에 극찬을 보냈다. 상업적으로도 일부 국가 차트에 이름을 올리는 데 성공하였다. 밴드가 활동하는 영국과 스코틀랜드에서는 각각 26위와 29위까지 올라갔으며, 미국 빌보드의 핫 록 & 얼터너티브 송 차트에서는 17위까지 올라갔다. 이외에도 아일랜드에서 29위, 스웨덴 히트시커 차트에서 17위를 기록하였다. 이후 영국 축음기 협회(BPI)로부터 싱글을 20만 장을 넘게 팔았다는 의미로 실버를 인증 받았다. 노래의 뮤직 비디오는 노래가 발매된 날에 일부만 보이는 버전이 공개되었으며, 전체 버전은 2018년 8월 29일에 공개되었다. 영상 내에서는 힐리와 팬들이 춤추고 립싱크를 하는 것을 보여준다.

## 인증
| 국가                               | 인증 | 판매량/출하량 |
| ---------------------------------- | ---- | ------------- |
| 영국 (BPI)                         | 실버 | 200,000       |
| 판매량+스트리밍을 기반으로 한 인증 |      |               |